# Гэри, Джейсон
Джейсон Гэри (англ. Jason Garey; род. 19 июля 1984, Батон-Руж) — американский футболист, нападающий.

## Карьера
Родился в Батон-Руже, футболом начал заниматься в академии местного клуба. Учился в старшей школе Сент-Аманта, где также играл в футбол; обладатель рекорда штата среди учеников старшей школы по количеству голов за сезон (73) и за карьеру (170). В 2002 году поступил в Мэрилендский университет в Колледж-Парке, где продолжил играть в футбол. В выпускном сезоне за «Террапинс» провёл 25 матчей и забил 22 гола, став лучшим бомбардиром сезона в NCAA и приведя команду к победе в Кубке Колледжей. Стал обладателем Херманн Трофи, попал в первую всеамериканскую сборную, был назван самым выдающимся игроком NCAA, игроком года Конференции атлантического побережья и игроком года по версии Soccer America. Всего за команду провёл 98 матчей и забил 60 голов, став лучшим бомбардиром в её истории.
Гэри был выбран под 3-м номером в первом раунде Супердрафта MLS 2006 года командой «Коламбус Крю». Дебютировал 1 апреля в матче против «Канзас-Сити Уизардс», заменив на 72-й минуте Кайла Мартино. Первый гол забил 6 мая в ворота «Реал Солт-Лейк», принеся своей команде победу. 6 сентября 2008 года в игре с «Нью-Инглэнд Революшн» оформил первый в карьере дубль, появившись на поле только на 66-й минуте. В том же сезоне с командой стал обладателем Кубка MLS.
В декабре 2010 года был обменян в «Хьюстон Динамо» на пик четвёртого раунда Супердрафта MLS 2015 года. Дебютировал 20 января 2011 года в матче против «Филадельфия Юнион», выйдя в стартовом составе. В конце сезона клуб не воспользовался опцией продления контракта, и Гэри принял участие в повторном драфте MLS 2011 года, где не был выбран и стал свободным агентом.
В январе 2012 года присоединился к клубу Североамериканской футбольной лиги «Каролина Рэйлхокс». Дебютировал 8 апреля в матче против «Миннесота Старз», выйдя в старте. Первый гол забил 10 июня в ворота того же соперника. По окончании сезона завершил карьеру.

## Личная жизнь
После завершения карьеры обосновался в Роли, Северная Каролина, стал отцом пятерых детей и в конце 2015 года стал партнёром и владельцем бухгалтерской фирмы Meridian Financial, где работает консультантом по управлению капиталом. Гэри является активистом Vanishing Paradise, совместной кампании Ducks Unlimited и Национальной федерации дикой природы, направленной на повышение осведомленности о сохранении водно-болотных угодий в его родном штате Луизиана. В сезоне 2019 работал комментатором телетрансляций «Норт Каролины» (бывшей «Каролины Рэйлхокс»). В 2012 году Гэри опубликовал книгу Geauxing Galt, либертарианский роман, вдохновленный «Атлантом расправил плечи». Главным героем является Уайетт Буржуа, «принципиальный нефтяник, добившийся всего своими силами, который сталкивается с огромным правительственным левиафаном в Южной Луизиане».

## Достижения

### Командные
«Мэриленд Террапинс»
- Чемпион NCAA: 2005

«Коламбус Крю»
- Обладатель Кубка MLS: 2008

### Личные
- Обладатель Херманн Трофи: 2005
- Игрок года по версии Soccer America: 2005
- Самый выдающийся игрок NCAA: 2005
- Игрок года ACC: 2005
- Первая всеамериканская сборная: 2004, 2005
- Первая сборная ACC: 2004, 2005
- Лучший бомбардир NCAA: 2004, 2005